# Laviscounts Island
Laviscounts Island ist eine Insel vor der Nordküste der Karibikinsel Antigua des Staates Antigua und Barbuda.

## Lage und Landschaft
Laviscounts Island liegt, nur durch einen schmalen Kanal vom Festland getrennt, vor der Küste von Seatons in der Mercers Creek Bay, in einer Linie mit Crumps Point im Westen und Guard Point im Osten im Parish Saint Philip.